# Icteralaria ichnobursa
Icteralaria ichnobursa är en fjärilsart som beskrevs av Józef Razowski 1992. Icteralaria ichnobursa ingår i släktet Icteralaria och familjen vecklare. Inga underarter finns listade i Catalogue of Life.